# Naukratis

Norsk karta över Nildeltat med Naukratis utmärkt

Naukratis (grekiska: Ναύκρατις, på arabiska Piemro, numera Kom Gieif), var en stad i Antikens Egypten vid floden Nilens strand, 75 kilometer söder om Alexandria.
Naukratis anlades omkring 560 f. Kr. av nybyggare från Miletos under Amasis regering. Den fick stora privilegier under de saitiska faraonerna och blev snart grekernas handelscentrum i Egypten och säte för en livlig handel och industri.
Naukratis grävdes ut av Flinders Petrie från 1884 och framåt. Platsen har gett flera viktiga arkeologiska fynd och är en källa till inte bara många vackra föremål av konst men också till några av de tidigaste grekiska exempel på skrift som finns bevarade, såsom inskriptioner på keramik.